# مونیکا یاگاچاک
مونیکا جک یاگاچاک (لهستانی: Monika Jagaciak، زاده شده در ۱۵ ژانویهٔ ۱۹۹۴)، یک مانکن اهل لهستان است.

## حرفه‌ها

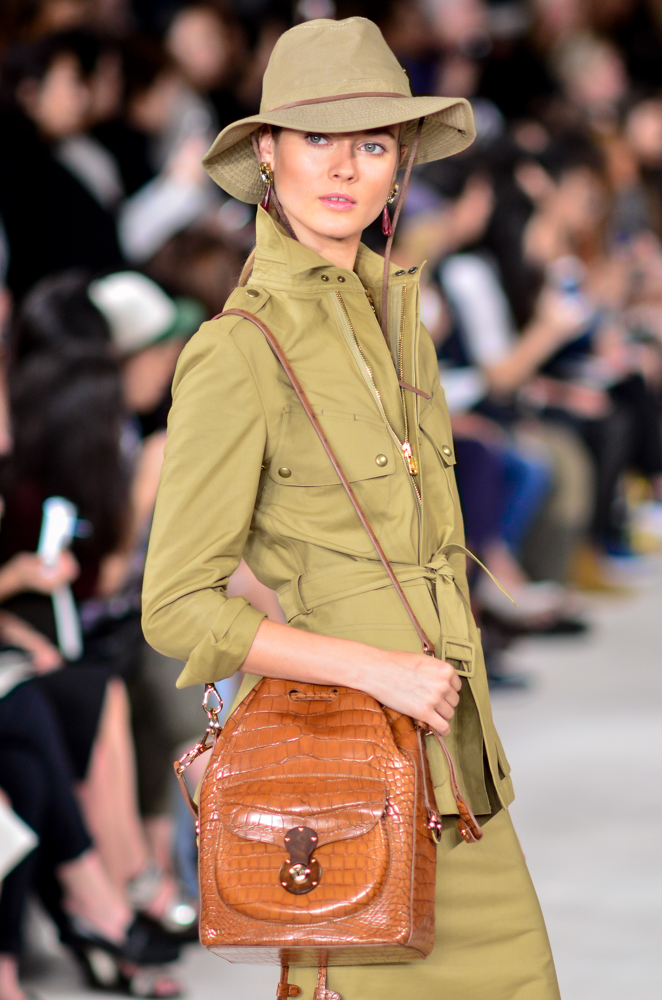
موفقیت بزرگ او در پانزده سالگی در هفته مد نیویورک در سال 2009 رخ داد، جایی که او یک مدل مورد تقاضا بود و به عنوان یکی از 10 مدل برتر برای تماشا توسط مجله نیویورک شناخته شد. او در طی یک فراخوان بازیگری عمومی در یک مرکز خرید در لهستان کشف شد و با IMG Models قرارداد امضا کرد.

او کار مدلینگ خود را در سال ۲۰۰۷ پس از قرارداد بستن با برند IMG شروع کرد. عکس‌های مونیکا بعنوان کاور مجله‌هایی مانند ال، نومرو، فرنش ژالوز، بازار هارپر ژاپنی و پور ژاپنی، چاپ شد.
مونیکا به عنوان مدل سرشناس برندهای ارمس و کلوین کلاین معرفی شد. او در سرمقالهٔ مجله‌هایی چون :نومرو، وگ ژاپن، وگ پاریس، وگ ایتالیا و وگ نوجوان بود.
در سال ۲۰۰۹ بعنوان یکی از موفقترین مدل‌ها معرفی شد.
جک در تبلیغات برندهای والنتینو ۲۰۱۳، هوگو باس ۲۰۱۳، شنل اس. ای. کازمتیکس و برند جی ۲۰۱۳، بوده است.
او در انواع فشن شوها در شهرهای مختلف از جمله: لندن، پاریس، نیویورک و میلان حضور داشته است.